# Opera IX
Opera IX es una banda italiana de black metal sinfónico fundada en la ciudad de Biella por el guitarrista Ossian, en 1988.

## Historia
En 1990 hacen su primera cinta demo Gothik. Después de varios cambios en la composición la banda, alcanzó cierta estabilidad con Cadaveria en vocales, Ossian en la guitarra, Vlad al bajo y Flegias en la batería. El segundo demo, titulado Demo '92, contenía 4 canciones, hizo que la banda fuera conocida en la escena underground; fue entonces cuando Opera IX firmó un contrato para un EP, The Triumph of the Death, que fue lanzado en 1993. Las primeras 500 copias fueron vendidas en solo 2 meses. Entretanto, la banda realizaba su primer video The Triumph of the Death, un VHS de 2 clips; el gran éxito obtenido empujó a la banda a incluirlo en la mercancía, aun cuando fue sólo concebido como promoción.
A finales de 1993, Silent Bard, un músico de tintes clásicos, se unió a la banda. Con su teclado la banda exploró nuevas atmósferas, más etéreas y severas pertenecientes a The Call of the Wood, un álbum de larga duración que salió en 1995 bajo el sello Miscarriage Records, conteniendo 5 largas canciones que reflejaban emociones oscuras. Después de la salida del CD, Opera IX cambio al teclista por Triskent, quien celebra las antiguas tradiciones de la religión pagana a través de los teclados y la guitarra.
Junto con la misma discográfica, Opera IX participó en A Call to Irons, un álbum tributo a Iron Maiden. El cover seleccionado por la banda fue "The Rime of the Ancient Mariner". Entre otras bandas estaban Vital Remains y Absu. En abril de 1998 el segundo álbum de larga duración, Sacro Culto, fue lanzado por el sello belga Shiver Records. Las canciones (6 en total, con una duración de 70 minutos) son más épicas y más orientadas al black metal comparadas con la primera producción, y el sonido es un poco menos contemplativo. El teclado es ahora tocado por Lunaris, reemplazando al antiguo teclista que fue despedido de la banda por causa de "malentendidos ideológicos". El CD es de hecho presentado en Digipack y un vídeo fue hecho para la canción "Fronds of the Ancient Walnut". Finalmente en el 2000 Opera IX firmó con Avantgarde Music, una marca que abrazo totalmente las expectativas de la banda; entonces en enero Opera IX graba, en los estudios Underground en Suecia, el tercer capítulo de su historia: The Black Opera - Symphoniae Mysteriorum In Laude Tenebrarum, un álbum conceptual. The Black Opera ha vendido aproximadamente 18,000 copias. En septiembre de 2001 Avantgarde Music reedita The Call of the Wood, finalmente remasterizado con nueva portada y 2 bonus tracks: "Rimes About Dying Stones" y "Born in the Grave".
Debido a problemas de naturaleza musical y espiritual, Flegias y Cadaveria dejan la banda para formar un proyecto musical más personal; Opera IX redescubren, con Taranis en batería y Madras en vocales, el entusiasmo de viejos tiempos y el compañerismo filosófico-esotérico, un factor muy importante para el alma de la banda. Un nuevo capítulo se revela en la historia de Opera IX con el cuarto álbum, titulado Maleventum, un concepto sobre brujería y paganismo, hundido en un sonido mucho más agresivo y épico que los primeros trabajos. La grabación de Maleventum toma lugar en enero de 2002 en los estudios The Damage Inc., en Ventimiglia. El 21 de septiembre, Madras y Taranis dejan la banda por varios problemas. 
En noviembre de 2004, Opera IX completa una nueva alineación con "M." en vocales y "Dalamar" en la batería, para el nuevo álbum, Anphisbena.
Conservando la misma alineación, excepto por Lunaris que se retiró de la banda, en enero de 2012 fue lanzado el álbum Strix - Maledictae in Aeternum.
Actualmente la banda está formada por Abigail Dianaria en vocales, M:A Fog en la batería, Alessandro Muscio en el teclado, Scùrs en el bajo, y Ossian en la guitarra.

## Discografía

### Álbumes de estudio
- 1995: The Call of the Wood
- 1998: Sacro Culto
- 2000: The Black Opera - Symphoniae Mysteriorum In Laude Tenebrarum
- 2002: Maleventum
- 2004: Anphisbena
- 2012: Strix - Maledictae In Aeternum
- 2015: Back to Sepulcro
- 2018: The Gospel

### EP
- 1993: The Triumph of the Death

### Álbumes recopilatorios
- 2007: 90-92-93 The Early Chapters

### Demos
- 1990: Gothik
- 1992: Demo '92

### Vídeos
- 1994: The Triumph of the Death
- 1998: Live at Babylonia
- 2001: Black Arts Miscellanea
- 2008: Mythology XX Years of Witchcraft
- 2013: Sabbatical Live

## Miembros

### Miembros actuales
- Abigail Dianaria: voz (2014-presente)
- Ossian: guitarra (1988-presente)
- Scùrs: bajo (2014-presente)
- Alessandro Muscio: teclado (2010-2014; 2014-presente)
- M:A Fog - batería (2014-presente)

### Miembros anteriores
- Daniel Vintras: voz (1990)
- Vlad: bajo (1991-2014)
- Flegias: batería (1991-2002)
- Cadaveria: voz, teclado (1992-2001)
- Silent Bard: teclado (1993-1995)
- Triskent: teclado (1995-1997)
- Lunaris: teclado (1997-2006)
- Taranis: batería (2001-2002)
- Madras: voz (2001-2002)
- Dalamar: batería (2003-2014)
- M.: voz, guitarra (2003-2014)
- Faun: teclado (2006-2007)